# Euastacus neodiversus
Euastacus neodiversus là một loài tôm nước ngọt trong họ Parastacidae. Chúng là loài đặc hữu của Australia.